# متلألئة صرودية
متلألئة صرودية (الاسم العلمي:Luzula alpestris) هي نوع من النباتات تتبع جنس المتلألئة من الفصيلة الأسلية.